# Pihlavakari (ö i Egentliga Finland, Nystadsregionen)
Pihlavakari är en ö i Finland. Den ligger i Bottenhavet och i kommunen Pyhäranta i den ekonomiska regionen  Nystadsregionen i landskapet Egentliga Finland, i den sydvästra delen av landet. Ön ligger omkring 75 kilometer nordväst om Åbo och omkring 210 kilometer väster om Helsingfors.
Öns area är 2 hektar och dess största längd är 250 meter i nord-sydlig riktning. I omgivningarna runt Pihlavakari växer i huvudsak barrskog.